# Anathallis adenochila
Anathallis adenochila es una especie de orquídea epífita originaria de Brasil donde se encuentra en la Mata Atlántica.

## Taxonomía
Anathallis adenochila fue descrito por (Loefgr.) F.Barros y publicado en Hoehnea 30: 187. 2003.
Sinonimia
- Anathallis aquinoi (Schltr.) Pridgeon & M.W.Chase
- Panmorphia adenochila (Loefgr.) Luer
- Pleurothallis adenochila Loefgr.
- Pleurothallis aquinoi Schltr.
- Specklinia adenochila (Loefgr.) Luer[2][4][5]